# Universidad Estatal de California en Los Ángeles (Metro de Los Ángeles)
Universidad Estatal de California en Los Ángeles es una estación de Transporte intermodal de pasajeros de la línea San Bernardino del Metrolink y una estación  de autobuses de tránsito rápido en la línea J del Metro de Los Ángeles.

## Descripción
La estación se encuentra localizada en State University Drive en Los Ángeles, California entre el Interestatal 10 y la Universidad Estatal de California, Los Ángeles, Cal State L.A.

## Conexiones

### Metro Liner BRT
El Servicio de la línea J opera aproximadamente entre las 4:15 AM hasta las 1:45 AM de lunes a viernes y de 5:00 A. m.- 1:45 A. m. los fines de semana y días festivos.

### Conexiones
Servicios de autobuses expresos
- Metro Express - rutas: 485, 487, 489
- Foothill Transit - rutas: 481, 493, 497, 498, 499, 699, Silver Streak

Servicios de autobuses locales
- Metro Local: - rutas: 71, 256, 665
- El Sol- ruta: Orange, Children's Court Shuttle
- ACT - ruta: Blue
- Monterey Park - ruta: 5

## Lugares de interés
- Cal State LA
- Edmund D. Edelman Children's Courthouse (Corte)
- Sybil Brand Institute
- Biscailuz Center Academy Training
- Los Angeles Football Club Performance Center